# STS-134
La STS-134 (Vuelo de ensamblaje ULF6) es la penúltima misión del Programa del Transbordador Espacial, llevada a cabo por el Transbordador espacial Endeavour. La misión del Endeavour, que originalmente fue programada para su lanzamiento en julio de 2010 fue reprogramada en varias ocasiones hasta la actual fecha de lanzamiento cedulada para el día 16 de mayo de 2011 a las 08:56 a. m. EDT. El vuelo fue comandado por Mark Kelly, aunque debido al tristemente célebre episodio ocurrido con el intento de asesinato a su mujer Gabrielle Giffords por parte del acusado Jared Lee Loughner hizo que la NASA y el mismo Kelly, consideraran la opción de un comandante de refuerzo, puesto para el cual fue asignado Rick Sturckow, quien de llegar a ser asignado como comandante titular, en caso de que Kelly no pueda estar disponible para dicho puesto, entonces Sturckow se convertiría en el segundo astronauta, luego de Steve Lindsey, en conseguir cinco vuelos de lanzadera. Esta misión, a su vez, será la última misión en la historia del programa, a la que le fue asignada una misión LON (de emergencia en caso de algún hipotético fallo en la misión STS-134), lo que significa que posiblemente el Atlantis será colocado en el LC-39B mientras que Endeavour, en el LC-39A quedando entonces, dos transbordadores posicionados al mismo tiempo. Esta misión de contingencia para la STS-134 será llamada STS-335, que, de no llegar a realizarse, hay posibilidades potenciales de que se haga la conversión a STS-135, la cual hasta el momento, es una misión permitida por el gobierno de Estados Unidos, pero no confirmada oficialmente en el manifiesto de lanzamiento por parte de la NASA. Dicho suceso ocurrió también en la misión STS-125 con su STS-400 aunque en este caso no hubo conversión como si posiblemente ocurra con STS-335. 
La STS-134 será el vigesimoquinto y último vuelo del Endeavour, el vuelo 134 del programa del transbordador espacial, que comenzó el 12 de abril de 1981, y la última misión oficial del programa STS.

## Historia
En realidad, el programa STS debía terminar en la misión anterior, la STS-133. Sin embargo, se generó controversia en relación con la retirada del transbordador, respecto a como se llevarían severos componentes de importancia para la ISS, entre los cuales, el más importante es el AMS (Espectrómetro Magnético Alfa). Dicha problemática, causó que el 19 de junio de 2008, el gobierno de los Estados Unidos, firmara la orden para que la NASA creara una misión adicional al programa, garantizándole los fondos necesarios para dicha misión. Sin embargo, el entonces presidente George W. Bush se opuso a alguna misión extra para el programa STS y denegó los fondos, aunque, en la primavera del 2009, la administración de Obama, entregó los fondos para dicha misión y la NASA, la declaró oficial para el manifiesto del 2010. La STS-134 estaba programada para ser la penúltima misión del programa, e iba a lanzarse en julio de 2010, pero más adelante la NASA vio necesario hacer unos retoques al Espectrómetro Magnético Alpha, esa fue la causa de que se postergara el lanzamiento de la STS-134 para el 26 de febrero de 2011, siendo esta la primera reprogramación de la misión. 
Después de su lanzamiento el 16 de mayo, la Endeavour se acopló a la ISS el 18 de mayo a las 8:56 a.m. (EDT). El 29 de mayo a las 7:23 a.m. (EDT), después de 13 días de misión, se cerró la escotilla de la nave y partió para llegar a la Tierra el miércoles 1 de junio a las 2:34 a.m. (EDT).

## Tripulación

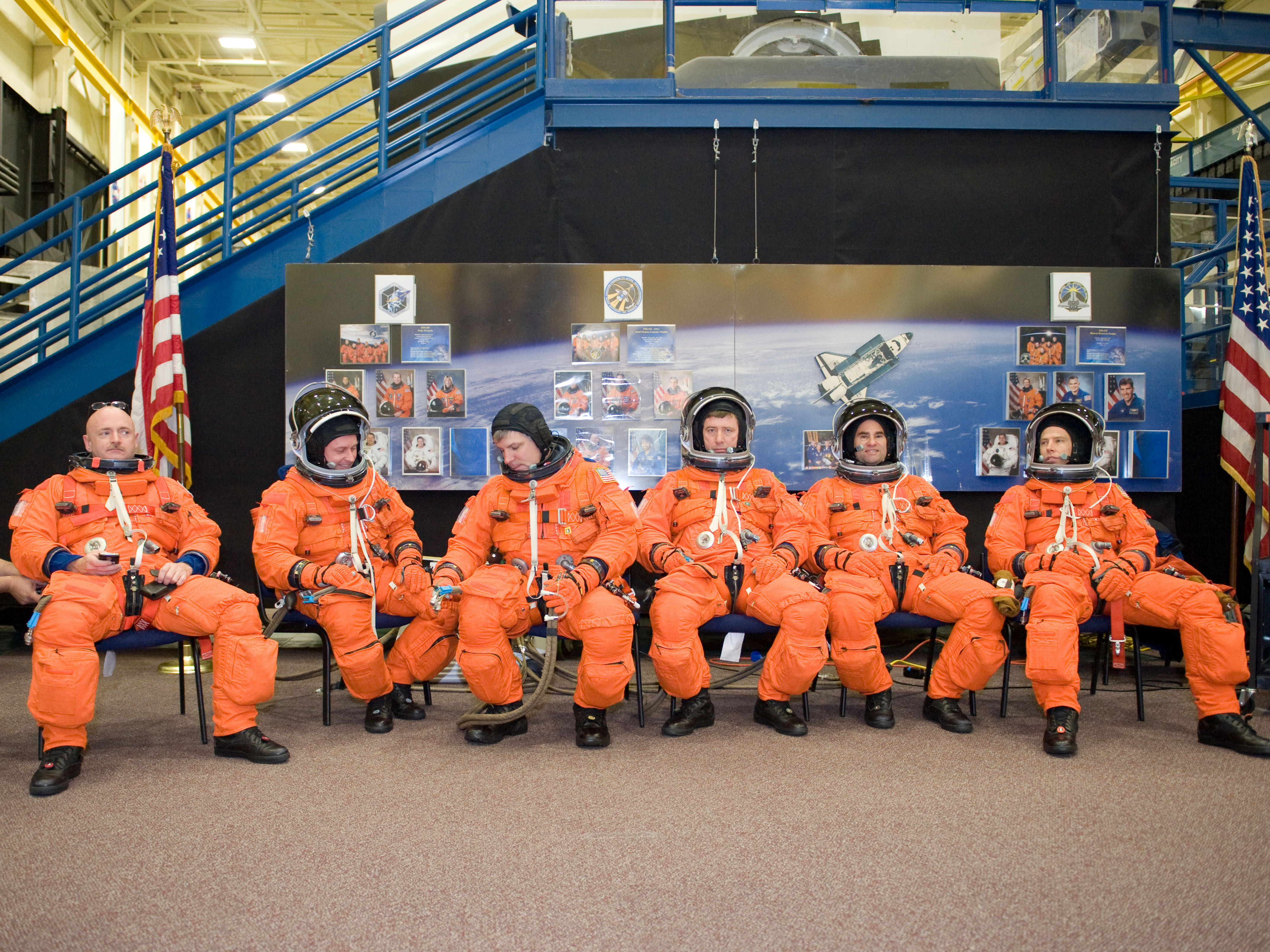
Tripulantes de la STS-134. De izquierda a derecha: Kelly, Fincke, Johnson, Vittori, Chamitoff y Feustel.

### Oficial
- Mark Kelly (4) -  Comandante
- Gregory H. Johnson (2) -  Piloto
- Michael Fincke (3) -  Especialista 1 de misión
- Roberto Vittori (3) -  Especialista 2 de misión (F.E.)
- Andrew J. Feustel (2) -  Especialista 3 de misión
- Gregory Chamitoff (2) -  Especialista 4 de misión

### Refuerzo
- Frederick W. Sturckow (5) -  Comandante

Véase también: Tripulación del transbordador espacial

## Carga útil

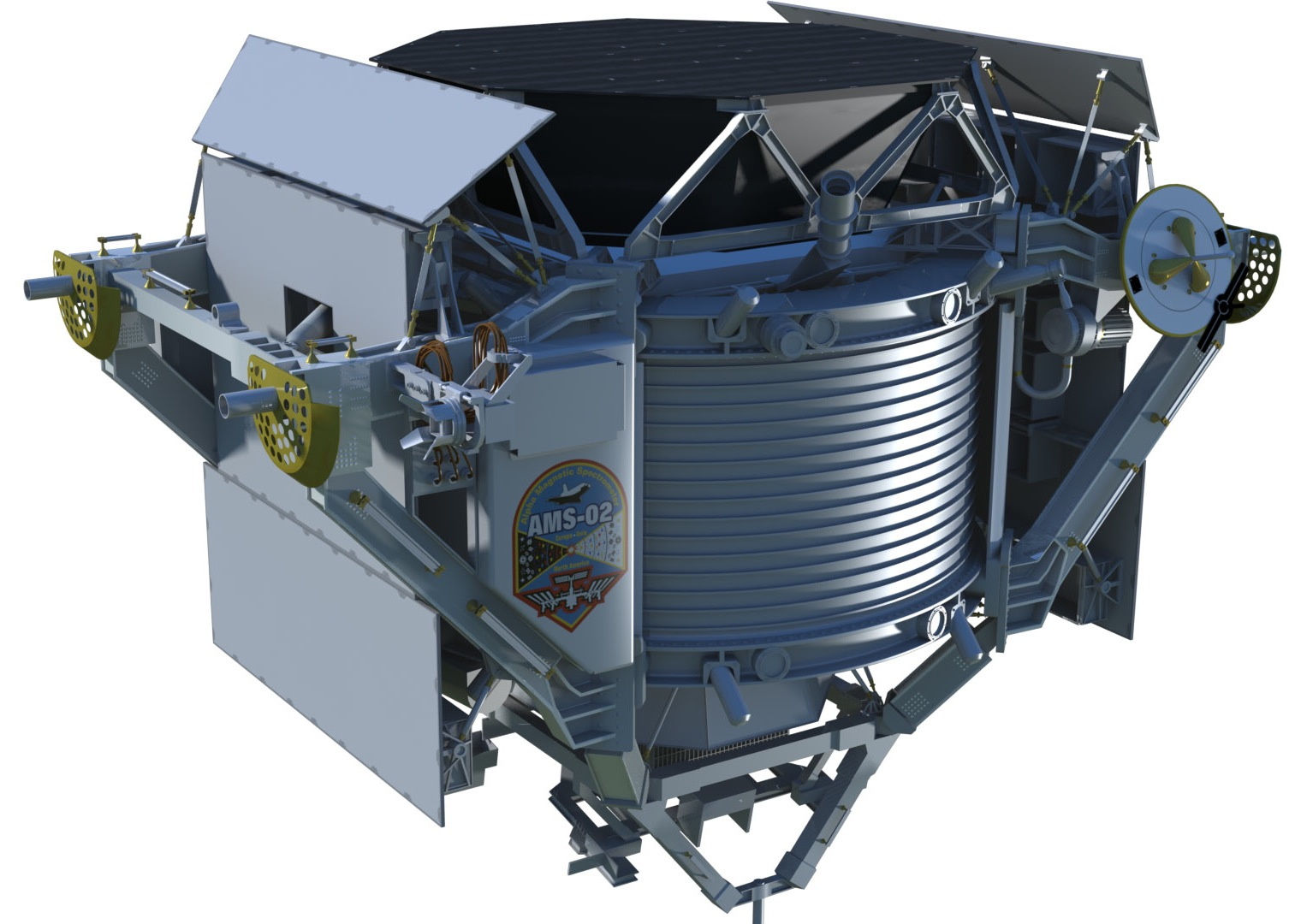
Espectrómetro Alfa Magnético.

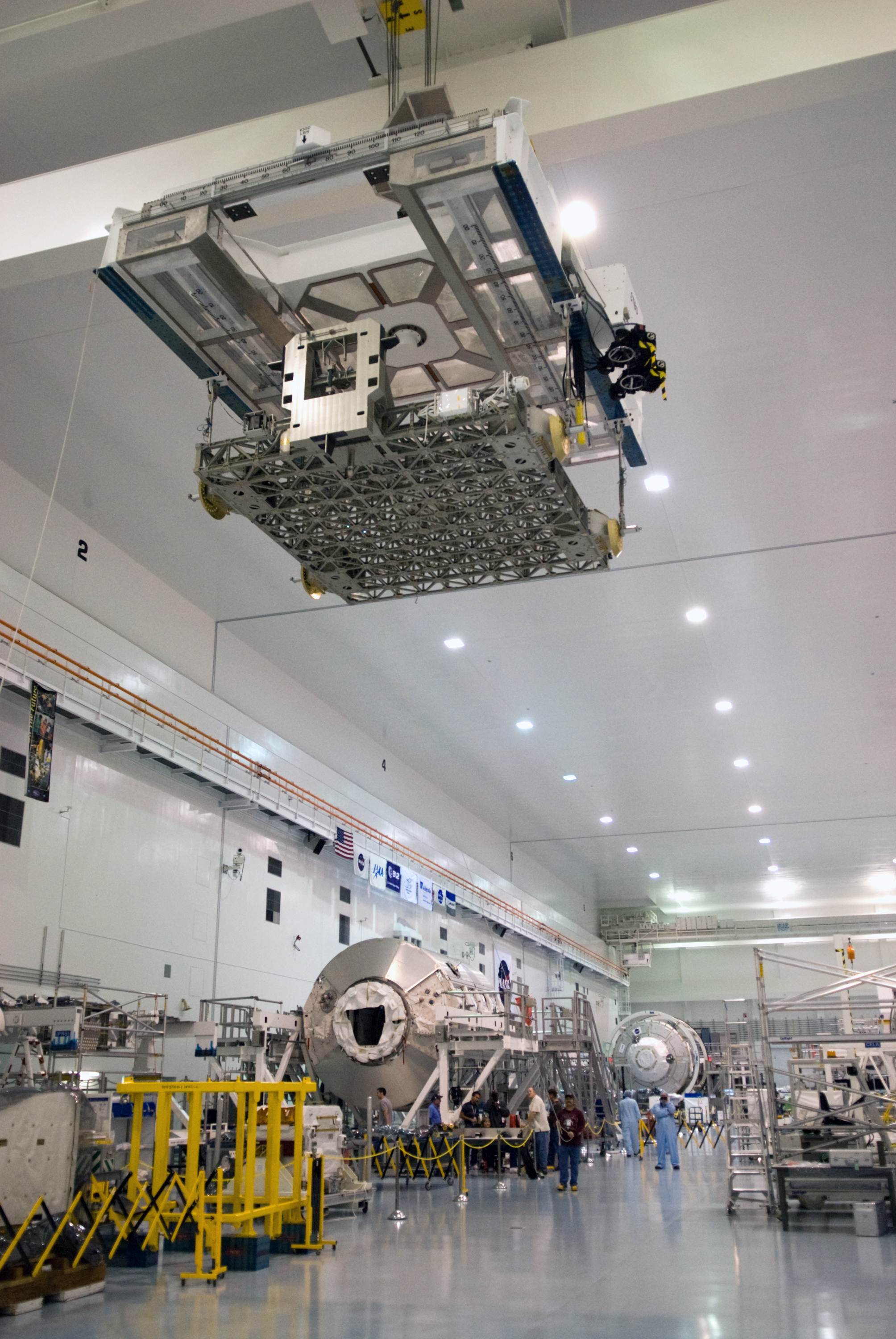
ExPRESS Logistic Carrier 03.

- Espectrómetro Alfa Magnético AMS-02: El AMS-02 es una unidad física de detección de partículas que contienen un amplio grado de magnetismo. La unidad fue diseñada para buscar antimateria y el origen y estructura de la materia oscura. El AMS-02 será llevado a la ISS y acoplado al segemento Truss S3. Por otra parte, el espectrómetro, fue el causante de la primera reprogramación de la misión. Acordando con el plan original de diseño del AMS-02, la unidad contenía un sistema criogénico de superconducción magnética. Esta, es una tecnología crítica para los objetivos de la misión.[10] Entonces los técnicos, más tarde, descubren que justamente esta tecnología mostraba algunas disfunciones, por lo cual, Samuel Ting, decidió reemplazar el superconductor de magnetismo dentro del espectrómetro por uno tradicional.[11]

- ExPRESS Logistics Carrier 3 ELC-03: El ELC-03 llevara severas unidades de reemplazo orbital (ORU) que son muy grandes y muy pesadas para ser trasladadas por otra astronave hacia la ISS. Esos ORUs, incluyen un tanque de gas de alta presión (HPGT), un tanque de amoniaco ensamblado (ATA), el subsistema número 2 y 3 de ensamblaje para la antena de Banda S (SASA), un brazo con el propósito especial de la manipulación del DEXTRE (SPDM) más una unidad con mecanismo de reemplazo orbital change-out, Una carga del departamento de defensa llamada Programa de test espacial HOUSTON 3 (Space test program Houston 3), y una parte de la paleta del ELC controladora de la caja de aviónica.

- Materiales del experimento de la Estación Espacial Internacional: La STS-134, también se encargara de llevar dichos materiales al complejo orbital, para el MISSE 8 y regresó con el pack MISSE 7 a la tierra. El MISSE 7 estuvo en la ISS desde que fue llevado en la misión STS-129.

- Kit "STORRM DTO": El Sensor Rel-Nav del Orion fue montado sobre el ODS (Sistema de acople orbital) en el puerto 1 del Sensor de control de trayectoria (TCS), y sobre un transportador de carga adaptiva en el puerto 3 de la bahía de carga. Debido a esto Endeavour fue por trayectoria de órbita nominal para y desde la ISS, acoplándose y desacoplándose del Adaptador de acople presurizado 2 (PMA-2).

- Modulo refrigerante GLACIAR: La STS-134 llevó una nueva unidad de este sistema y trajo de regreso a dos antiguas. Esta unidad era usada para almacenar muestras científicas.

- Brazo OBBS: Endeavour dejaría un brazo robótico llamado Orbiter Boom Sensor System (OBSS) de forma permanente en la ISS para que esta alcance lugares que son inaccesibles por el Canadarm2 La utilidad de tener un OBSS en el complejo ha sido demostrado cuando la STS-123 dejó su brazo robótico, hasta la llegada de la STS-124 que ocurrió dos meses después.

## Proceso de la misión

### Proceso de los transbordadores

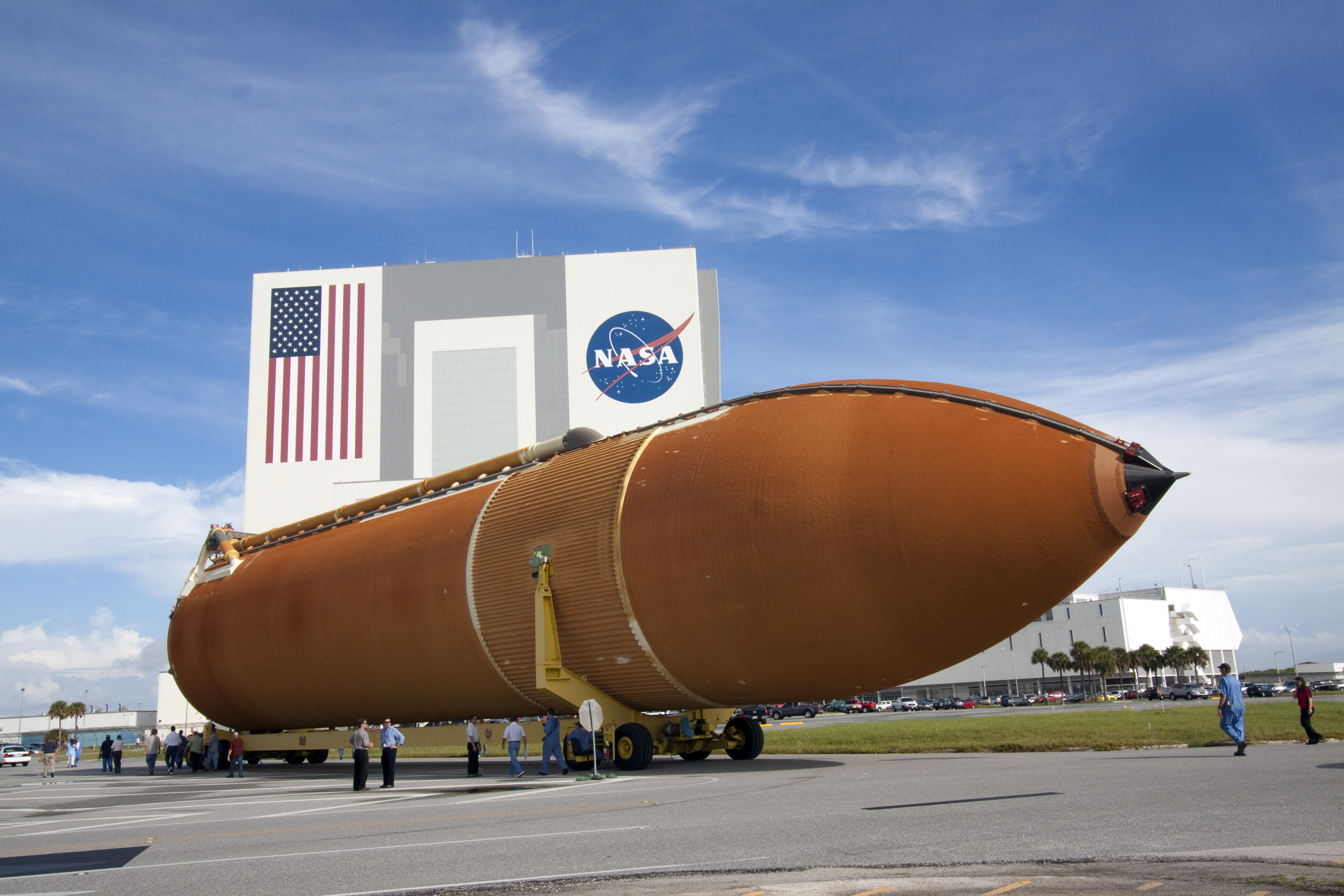
El ET-122 llega al VAB.

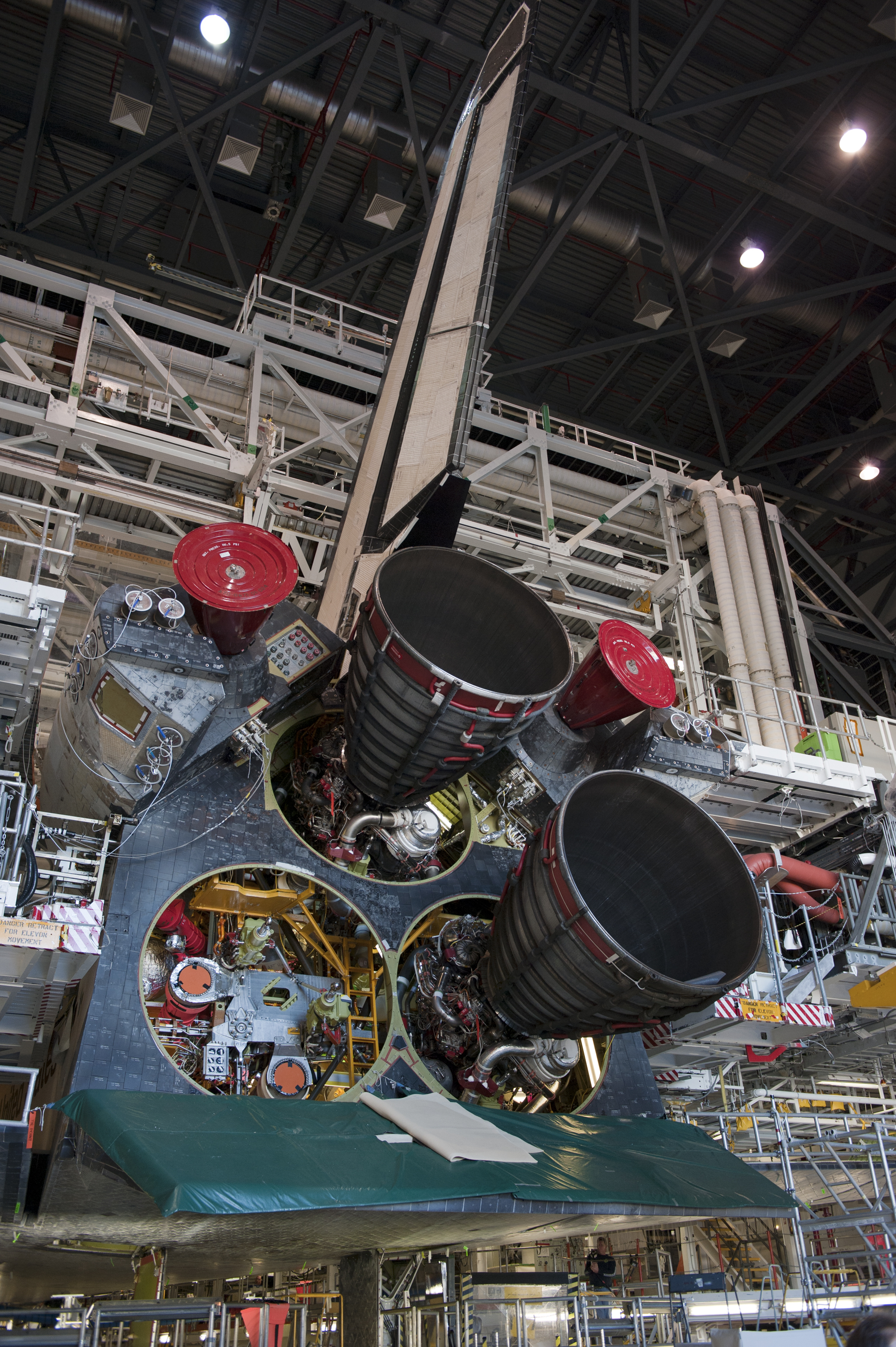
En OPF-1 Técnicos e ingenieros de KSC, instalan los motores principales al transbordador espacial Atlantis.

El 2 de junio de 2010, el tren que contenía todos los segmentos de los SRB de Endeavour llegan al Rotation Processing and Surge Facility (RPSF) del complejo de lanzamiento 39 en el Kennedy Space Center. Mientras tanto, el 13 de julio de 2010, llega a KSC la Barcaza Pegasus que contiene el ET-138 que será usado en la misión STS-134. El mismo día es ingresado dentro del VAB. Al día siguiente, en el OPF-1, los técnicos remueven el motor principal número 3 de Atlantis, para procedimientos de mantención, alistándolo para la misión de contingencia STS-335. Por otra parte, en el VAB, el ET-138 es colocado en posición vertical para que los técnicos puedan evaluar unas celdas en el corredor de transferencia del tanque. En tanto, el 30 de julio, los técnicos se preparan para evaluar y reinstalar los 3 motores principales del Endeavour, los cuales pesan 7.000 libras cada uno. El 6 de agosto, llega al VAB, un vehículo semitrailer portando el ensamblaje de la parte superior de uno de los 2 SRB de Endevour, para su posterior ensamblaje. Más tarde, el 26 de agosto de 2010, llega, dentro de un Galaxi C-5, el AMS-02 (Epectrometro), a las instalaciones del SLF en KSC. El mismo fue recibido por autoridades de la NASA, ESA, y los tripulantes de la STS-134. El AMS-02 comenzó a ser tratado el 27 de agosto. A casi un mes después, el 20 de septiembre de 2010, sale del hangar de proceso en el MAF (Michoud Assemby Facility) de New Orleans, el reacondicionado ET-122 que es uno y hasta ahora, el ET más probable que usara Atlantis para su STS-335. El tanque, debe viajar ahora 900 millas por el agua, en la barcaza Pegasus, para llegar al KSC. Entonces luego de 7 días de viaje, el ET-122 llega al KSC para ser trasladado al VAB. 2 días después, los técnicos e ingenieros, colocan al ET-122 para hacerle pruebas de distinta naturaleza a fin de conseguir datos de suma importancia para el proceso. Para el 30 de septiembre de 2010, un semitrailer, traía consigo a la última pieza de ensamblaje superior (La segunda de 2) de uno de los SRB de Endeavour. La pieza, fue colocada dentro del VAB para su ensamblaje con uno de los cohetes auxiliares. Llegando a la fecha 27 de octubre, el transportador oruga que portaba los dos SRB ya terminados, se mueve desde el HB-1 a la HB-3 (HB son siglas del término inglés High Bay). En la HB-3, los SRB serían conectados al ET-138 para ser usados por el Endeavour en la misión STS-134. El 7 de diciembre comienza la instalación de los motores principales para Altantis, en el OPF-1. Actualmente se espera que el Rollover (Rodaje OPF-VAB), de Endeavour, ocurra a mediados de febrero de 2011, mientras que el de Atlantis, solo unas semanas después.

### Test de Conteo y Demostración Terminal (TCDT)
Si la fecha de lanzamiento para la STS-134, queda fija para el 29 de abril, el TCDT, protocolarmente, tendría que llevarse a cabo a finales de marzo de 2011.

## Misión de contingencia

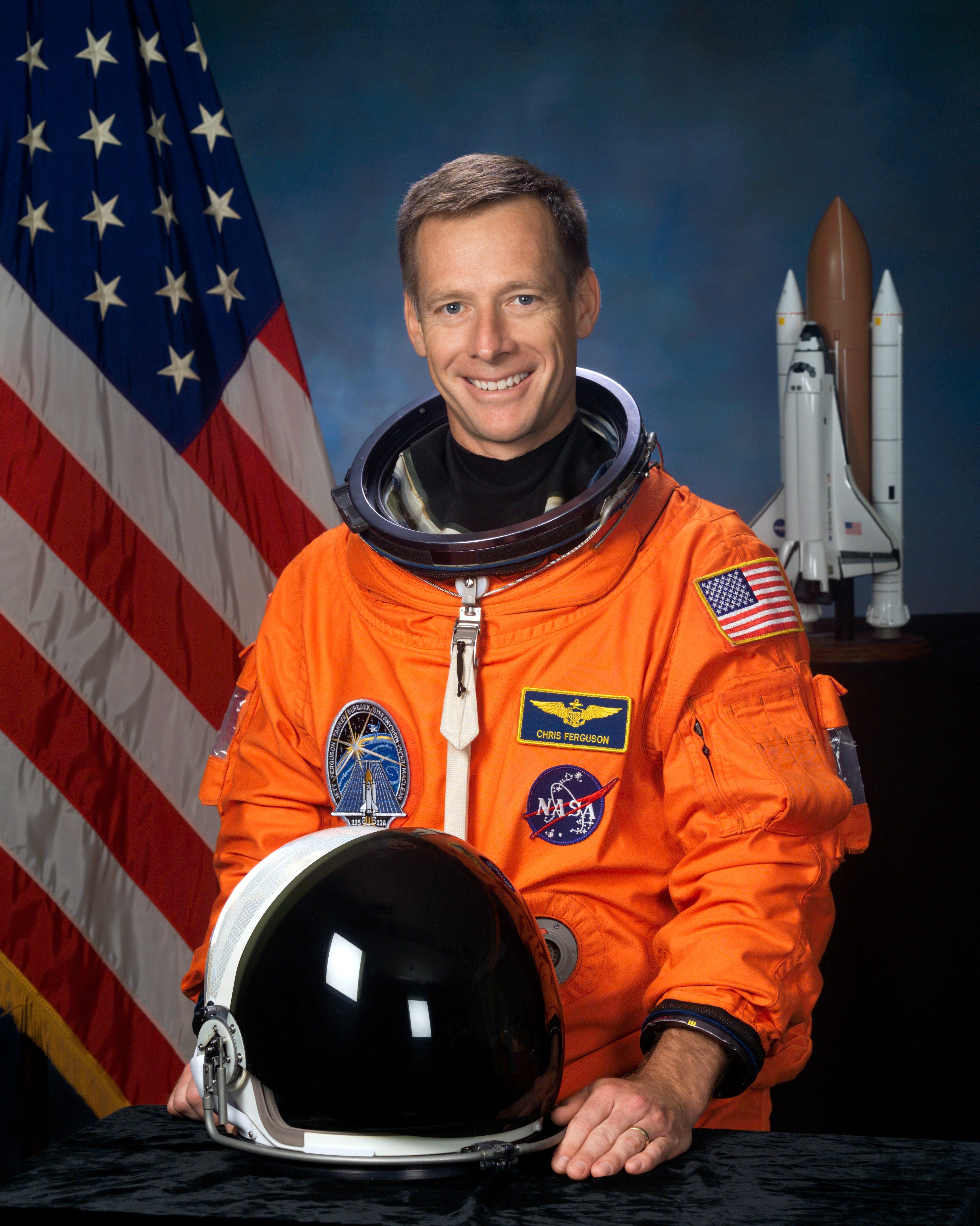
Chris Ferguson, fue asignado comandante para la STS-335 o en su defecto STS-135.

Para la STS-134 (al igual que sucedió en la misión STS-125) se ha asignado un vuelo de emergencia llamado "Misión de contigencia LON-335" o más comúnmente llamado STS-335. Las misiones LON (Lauch On Need) son misiones de rescate en las cuales se rescata a los tripulantes de algún transbordador que esta gravemente dañado o no puede reingresar a la atmósfera. La nave y 4 tripulantes son seleccionados con anterioridad para la misión de rescate. El entrenamiento se tiene que realizar en 40 días desde que se anunció la misión. Una LON, suele iniciar siete días después de que la nave a rescatar (Que ente caso sería Endeavour), se encontrase con problemas, ya que el tiempo máximo que la tripulación puede permanecer a bordo de un vehículo orbital dañado es de 23 a 28 días. El plan CSCS entró en vigencia luego de la tragedia del Columbia a principios del 2003. Desde entonces, cuando la NASA detecta, misiones de alto riesgo, ordena la preparación de una misión en segundo plano que actuaría solo bajo una situación límite, donde se confirme que el transbordador tiene un daño tal, que no pueda regresar con seguridad a la tierra. Desde la STS-125 con su misión de contingencia STS-400, se adoptó una nueva configuración de este tipo de misiones, en donde, la nave principal y la de rescate son ubicadas en las plataformas LC-39A y LC-39B quedando por algunos días, dos transbordadores en dos plataformas al mismo tiempo.

## Lanzamientos abortados

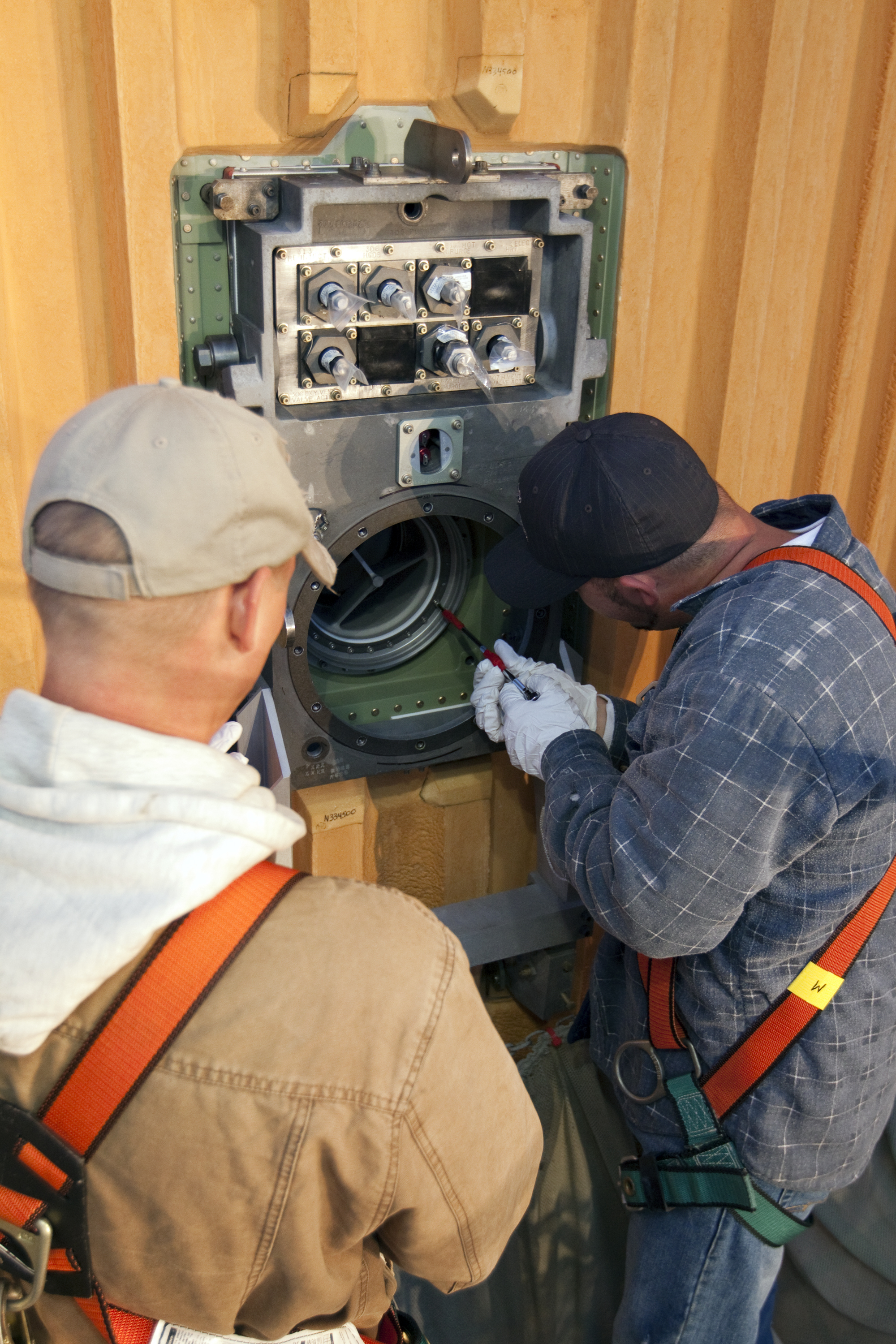
Daños del ET de la STS-133 son la mayor causa de la demora en la misión STS-134.

### Primer intento
La fecha original para el lanzamiento de la STS-134 era el 29 de julio de 2010. Cuando Samuel Ting, transmite a la NASA la decisión de reformar al espectrómetro, la NASA, hace la Primera reprogramación para no antes del 15 de noviembre de 2010

### Segundo intento
Luego, el 1 de julio de 2010, cuando los mánagers movieron la STS-133 para el 1 de noviembre, tuvieron también que reprogramar la STS-134 para el 26 de febrero de 2011 a las 4:19 p. m. EST.

### Tercer intento
Nuevamente, la causa que reprogramó por tercera vez el lanzamiento de Endeavour, fue la misma reprogramación de la STS-133. Debido a que el Discovery ahora partiría el 3 de febrero, Endeavour, fue programado para iniciar su STS-133 para el 1 de abril de 2011.

### Cuarto intento
La cuarta reprogramación, fue hecha para el 29 de abril a las 3:47 p. m. EDT. La razón fue nuevamente la postergación de la STS-133. Dependiendo de una futura e improbable reprogramación y tardanza en la STS-133, repercutió nuevamente en la demora de la STS-134.

### Quinto intento
El quinto y último intento fue para el día 16 de mayo, cuando consiguió despegar.

## El duro momento del comandante Kelly

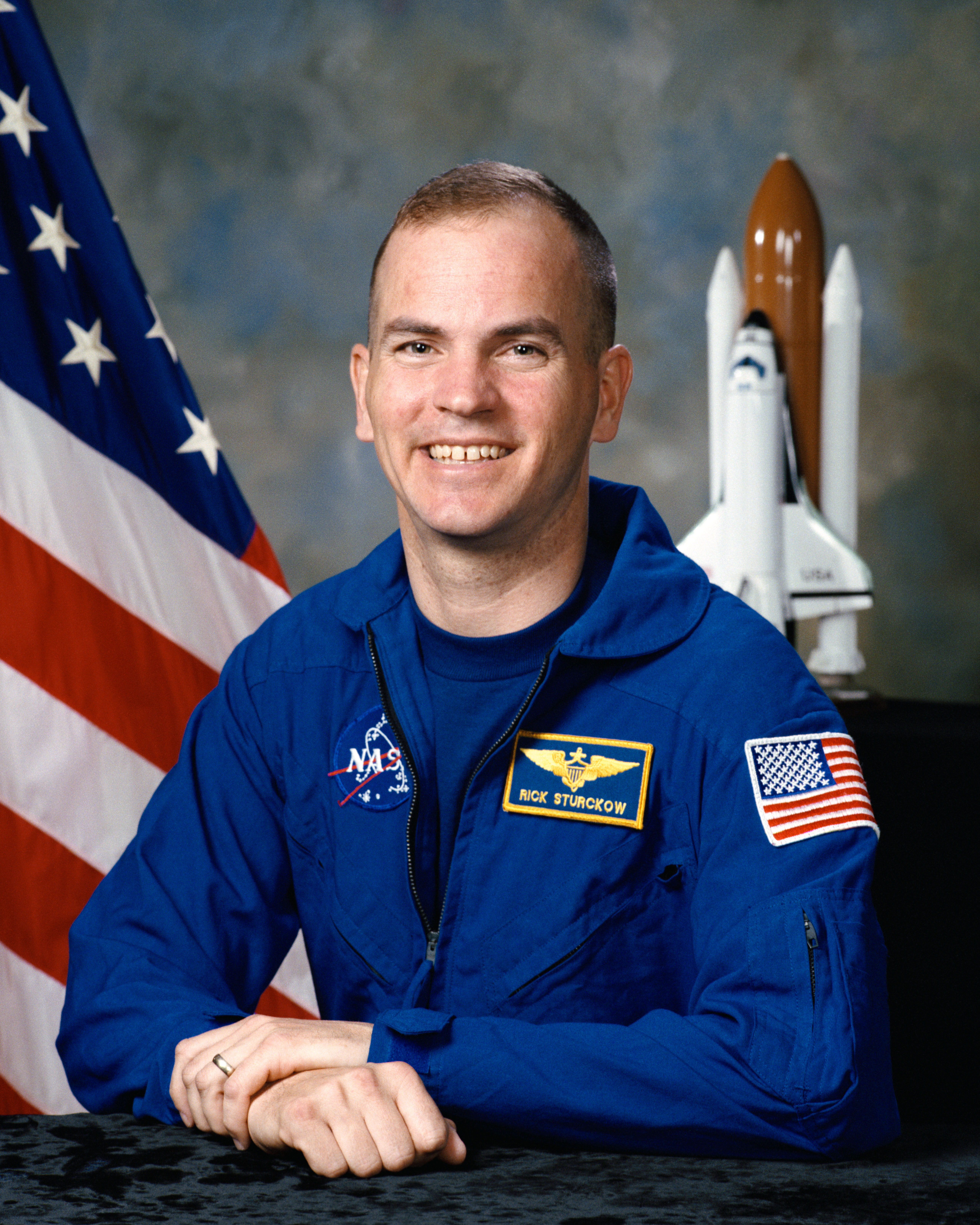
Rick Sturckow, actualmente, es el comandante de refuerzo asignado en apoyo a Mark Kelly y la tripulación de la STS-134.

Mark Kelly fue asignado comandante de la STS-134, el 10 de agosto de 2009. Tal es así que la tripulación hace ya más de un año que está entrenando para esta importante misión. Sin embargo, el 8 de enero de 2011 a las 10.00 (UTC-7), su esposa, la legisladora demócrata Gabrielle Giffords resultó herida tras un tiroteo en la ciudad de Tucson, Arizona, en un incidente en el que fallecieron seis personas, entre ellas el juez federal John McCarthy Roll. Hubo además varios heridos, incluidos miembros de su gabinete. A pesar de que diversas informaciones apuntaron en un principio a que la congresista había fallecido, un portavoz del Centro Médico Universitario de Tucson confirmó que aún permanecía con vida. El estadounidense Jared Lee Loughner es el único detenido y acusado del atentado. Tras esta dura noticia para Mark Kelly, su hermano gemelo Scott Kelly quien esta actualmente como comandante de la expedición 26, la NASA y la gente de Estados Unidos en general, El programa STS, decidió dar a Mark Kelly una suerte de licencia para que él pueda monitorear a tiempo real, el estado de salud de su mujer, sin prescindir de él en su cargo de comandante. Entonces, la NASA brindó el siguiente comunicado en la Sección Space Shuttle de su portal oficial en inglés que dice:
NASA anunció el jueves que el astronauta Rick Sturckow, servirá como comandante de refuerzo para la misión STS-134 del transbordador espacial, para facilitar a la tripulación y a los equipos de soporte, la continuación de los entrenamientos durante la ausencia del comandante de la STS-134, Mark Kelly. La esposa de Kelly, la congresista Gabrielle Giffords, fue críticamente herida en un tiroteo el 8 de junio, en Tucson, Arizona. Kelly continua como comandante de la misión, que está programada para su lanzamiento el 29 de abril, desde Kennedy Space Center, en Cabo Cañaveral, Florida. 'Yo sugiero a los mánagers del programa STS que tomen las medidas necesarias para completar la misión en mi auséncia, si es necesario' dijo Kelly. 'Yo tengo muchas esperanzas de que volveré a mi posición para reunirme con mis compañeros de la tripulación STS-134 para finalizar nuestro entrenamiento'. Por otro lado Peggy Whiston, Oficial de la Oficina de Astronautas, asegura: 'Mark, todavía es comandante de la STS-134. Él tiene muchas preocupaciones e incertidumbres importantes mientras acompaña en estos difíciles momentos a Gabrielle, y nuestro objetivo es permitirle a el que mantenga toda su atención en su familia mientras seguimos desarrollando todo lo necesario para llevar a cabo el proceso de la misión en tiempo y forma. Designando un comandante de refuerzo, permitimos a la tripulación, y al equipo de soporte, continuar entrenando, y permitimos a su vez a que Mark, se focalice completamente con los cuidados a su mujer.' Sturckow comenzará a entrenar la semana que viene en el JSC de Houston junto con la tripulación de la STS-134 que incluye al Piloto Greg H. Johnson, Michael Fincke, Roberto Vittori, Andrew Feustel y Greg Chamitoff. La misión de 14 días a la Estación Espacial Internacional llevara el AMS-02, y componentes que incluyen 2 antenas de comunicaciones de Banda S, Un tanque HPGT, partes adicionales para DEXTRE y un escudo para residuos microscópicos de meteoritos.